# St-Germain (La Grande-Paroisse)

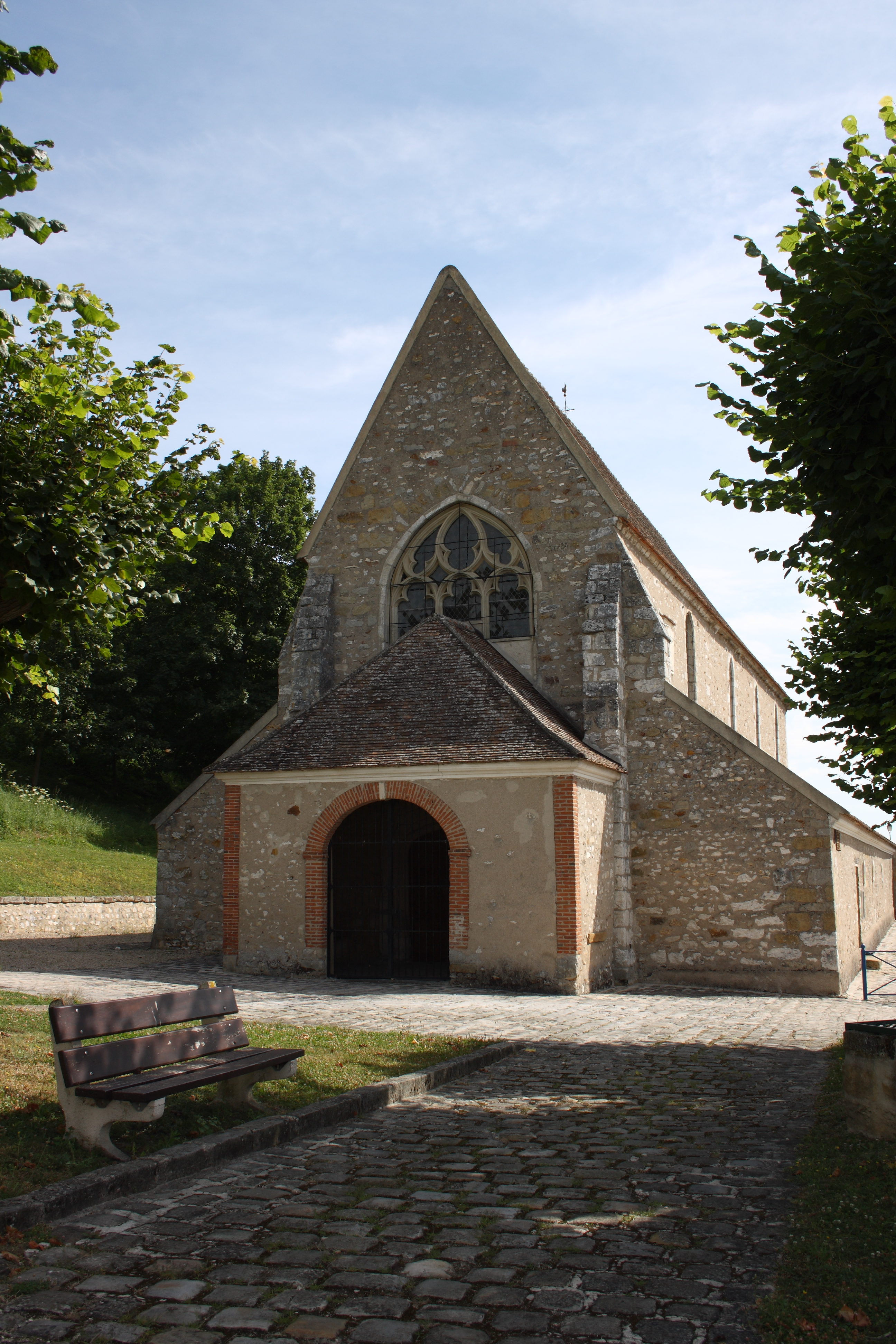
Pfarrkirche Saint-Germain

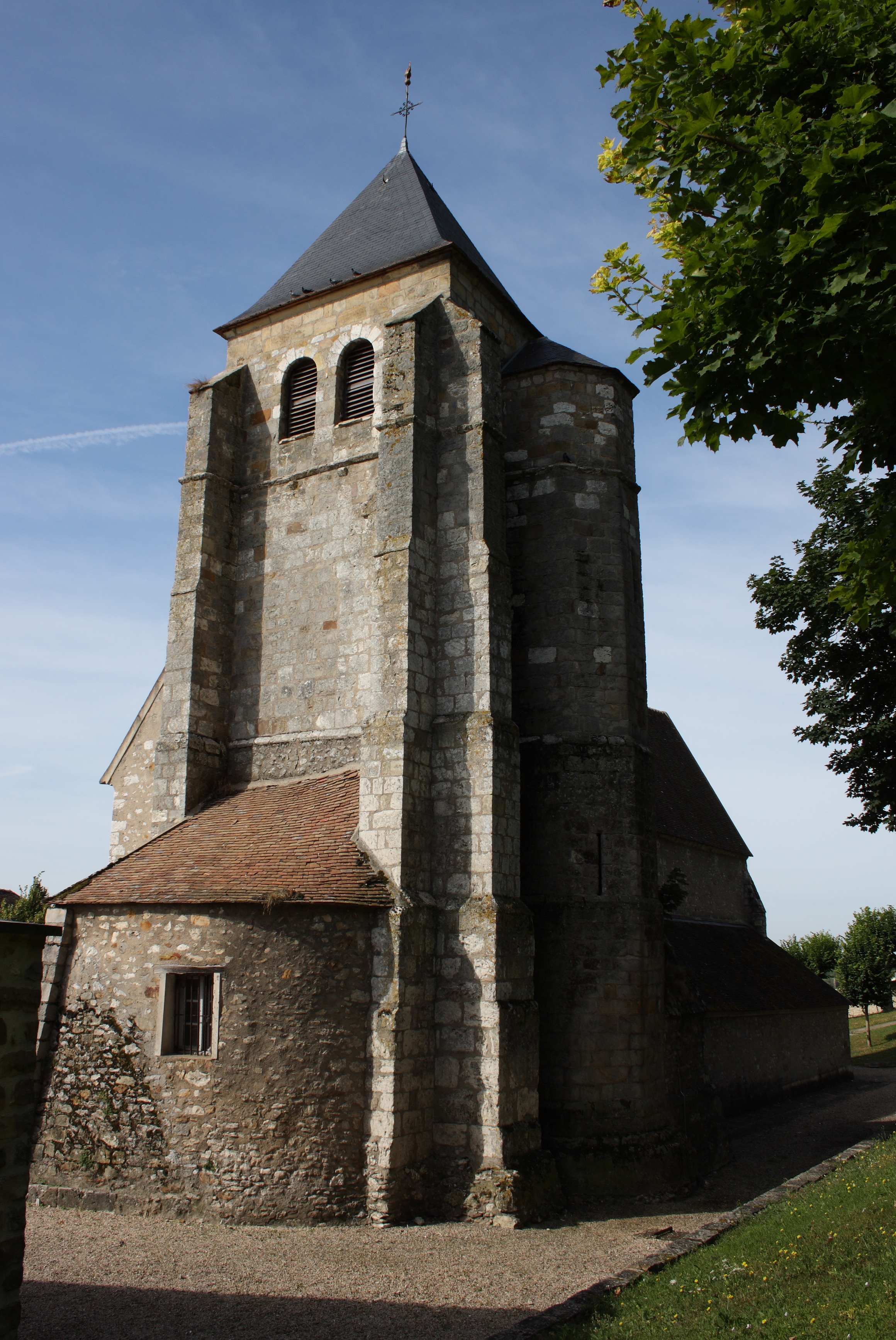
Glockenturm

Die katholische Pfarrkirche Saint-Germain in La Grande-Paroisse, einer Gemeinde im Département Seine-et-Marne in der französischen Region Île-de-France, wird bis ins 11. Jahrhundert zurückgeführt. Ihre Errichtung fand in mehrere Bauphasen statt. Die Kirche ist dem heiligen Germanus, der im 6. Jahrhundert Bischof von Paris war, geweiht. Im Jahr 1926 wurde die Kirche als Monument historique in die Liste der Baudenkmäler in Frankreich aufgenommen.

## Architektur

### Außenbau

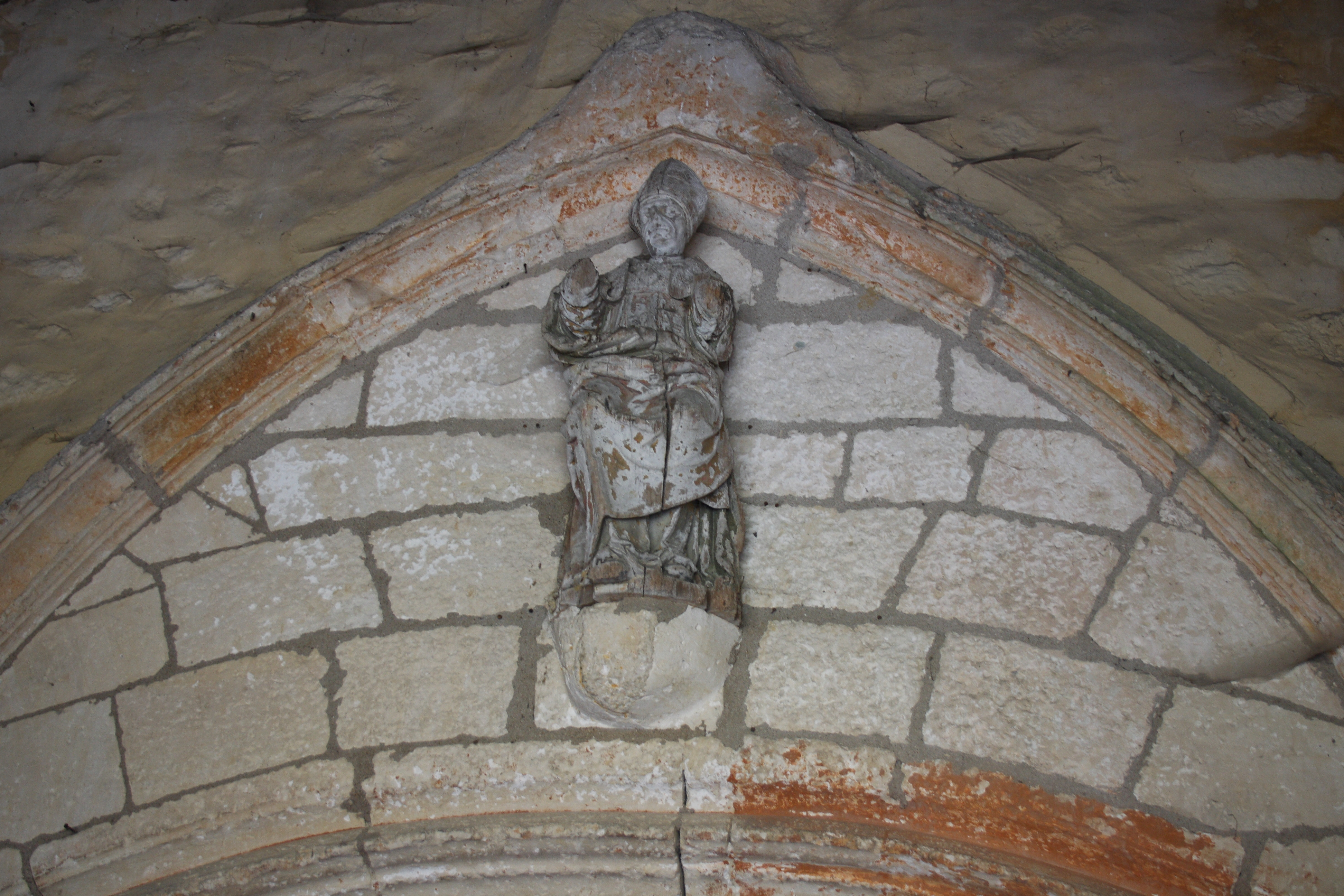
Heiliger Germanus von Paris

An der nördlichen Chorflanke erhebt sich der mit einem Pyramidendach gedeckte Glockenturm, dessen oberstes Stockwerk auf allen vier Seiten von rundbogigen Zwillingsarkaden durchbrochen ist. Er wird, wie die Westfassade, von massiven Strebepfeilern gestützt.
An die Westfassade ist eine Vorhalle angebaut. Über dem Portal ist ein dreibahniges Maßwerkfenster eingeschnitten, das vom Portalvorbau zum Teil verdeckt wird.
Das Renaissanceportal wird von einem Korbbogen überfangen, in seinem Giebelfeld ist eine farbig gefasste Schnitzfigur des heiligen Germanus aus dem 15. oder 16. Jahrhundert angebracht. Der rechte Unterarm und die linke Hand fehlen.

### Innenraum

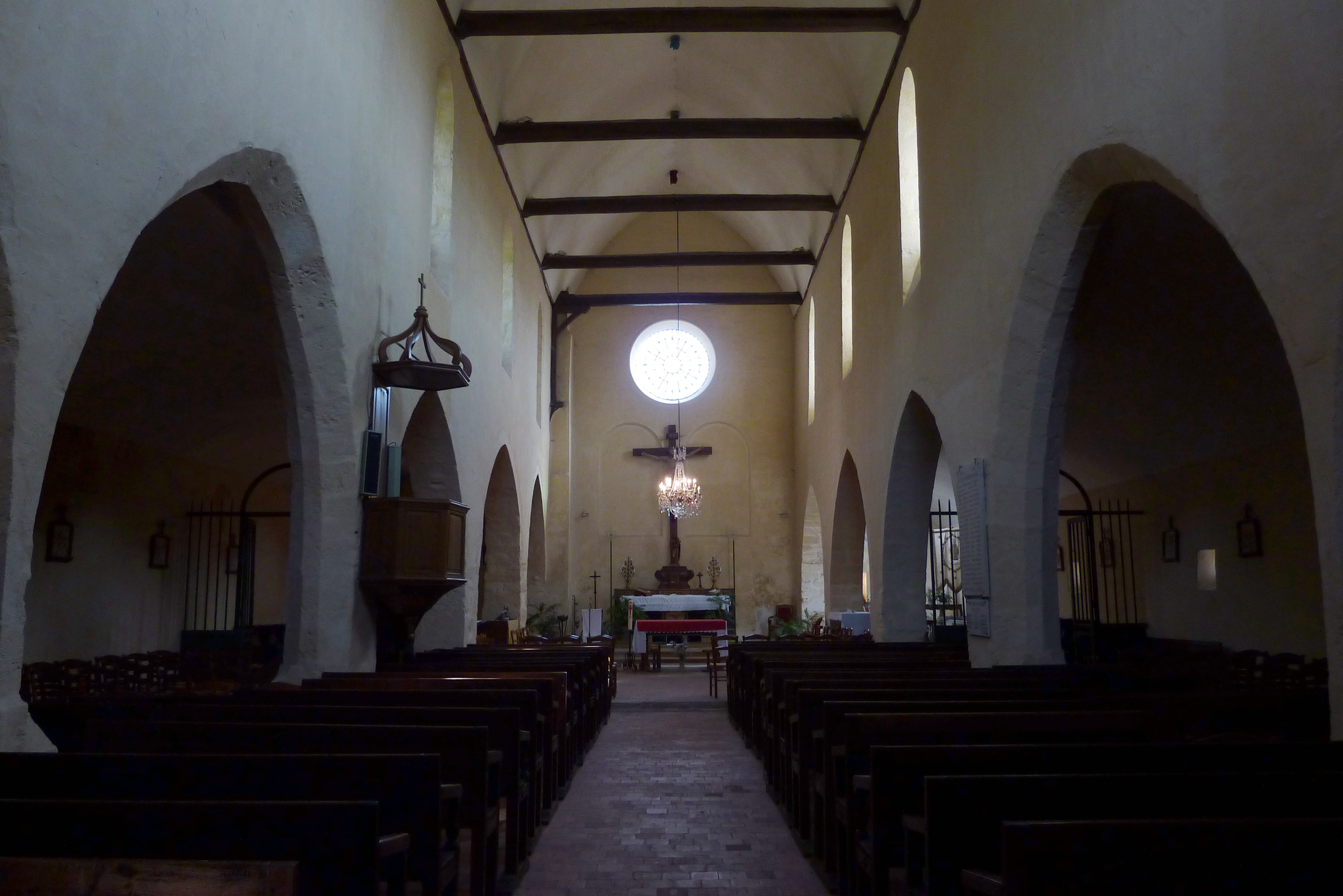
Innenraum

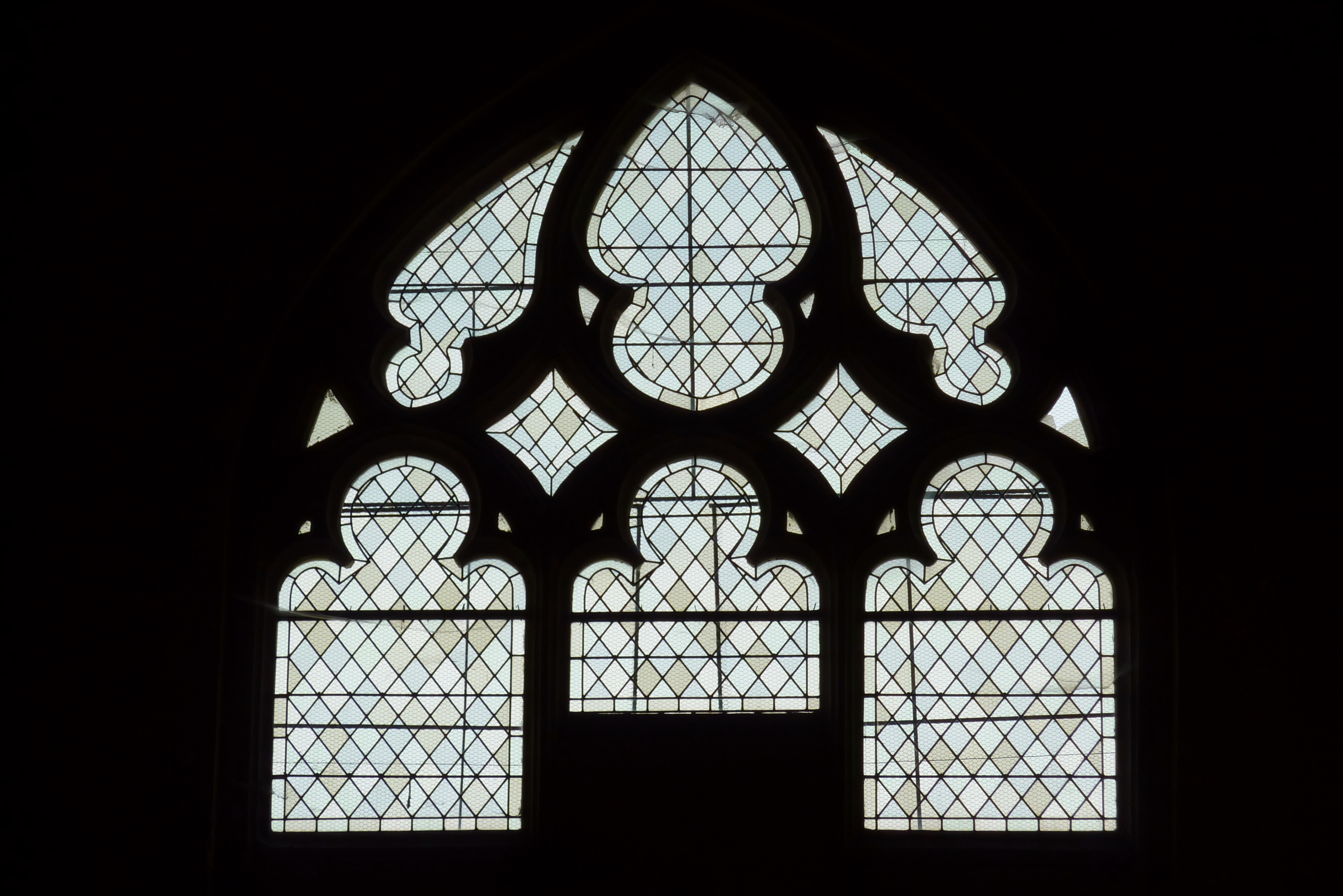
Maßwerkfenster der Westfassade

Das Langhaus ist dreischiffig und in fünf Joche gegliedert. Breite spitzbogige Arkaden öffnen das Hauptschiff zu den beiden Seitenschiffen.
Der Chor ist gerade geschlossen. Er wurde ursprünglich von zwei Fenstern beleuchtet, die heute vermauert sind. Die Rosette wurde 1957 erneuert.

## Ausstattung
- Die Skulptur der Madonna mit Kind wird ins 14. Jahrhundert datiert. Vermutlich handelte sich ursprünglich um eine Darstellung einer Maria lactans, einer stillenden Gottesmutter. Als man unzüchtige Darstellungen zu verbannen suchte, wurde die Figur verändert. Statt nach der Brust Marias greift der Jesusknabe nach einem Vogel.[2]
- Das ovale Taufbecken ist mit einem Kleeblatt verziert.

## Sarkophag
In der Kirche wird ein Sarkophag aus merowingischer Zeit aufbewahrt. Er wurde 1954 entdeckt und wird in das 7. Jahrhundert datiert.

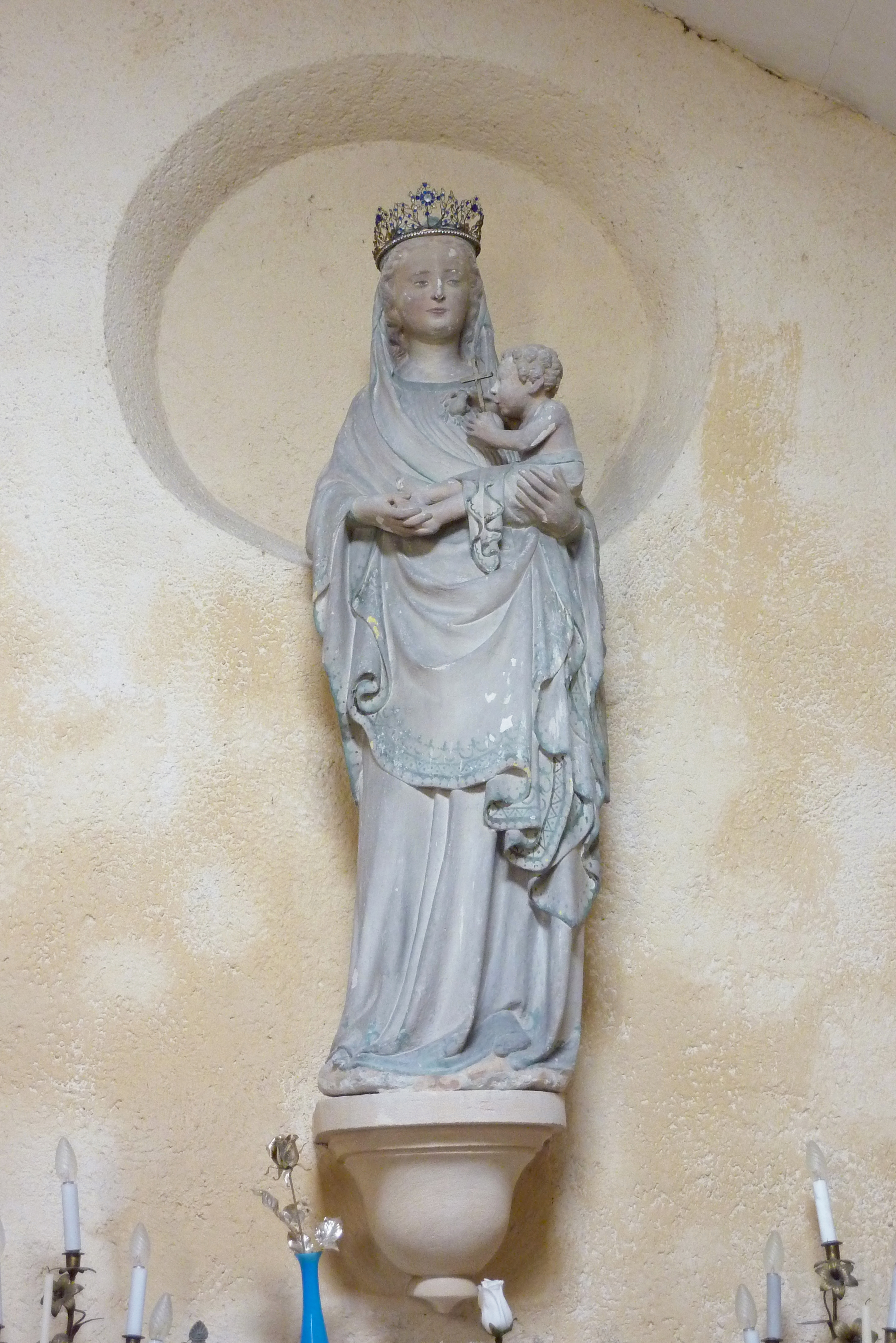
Madonna mit Kind
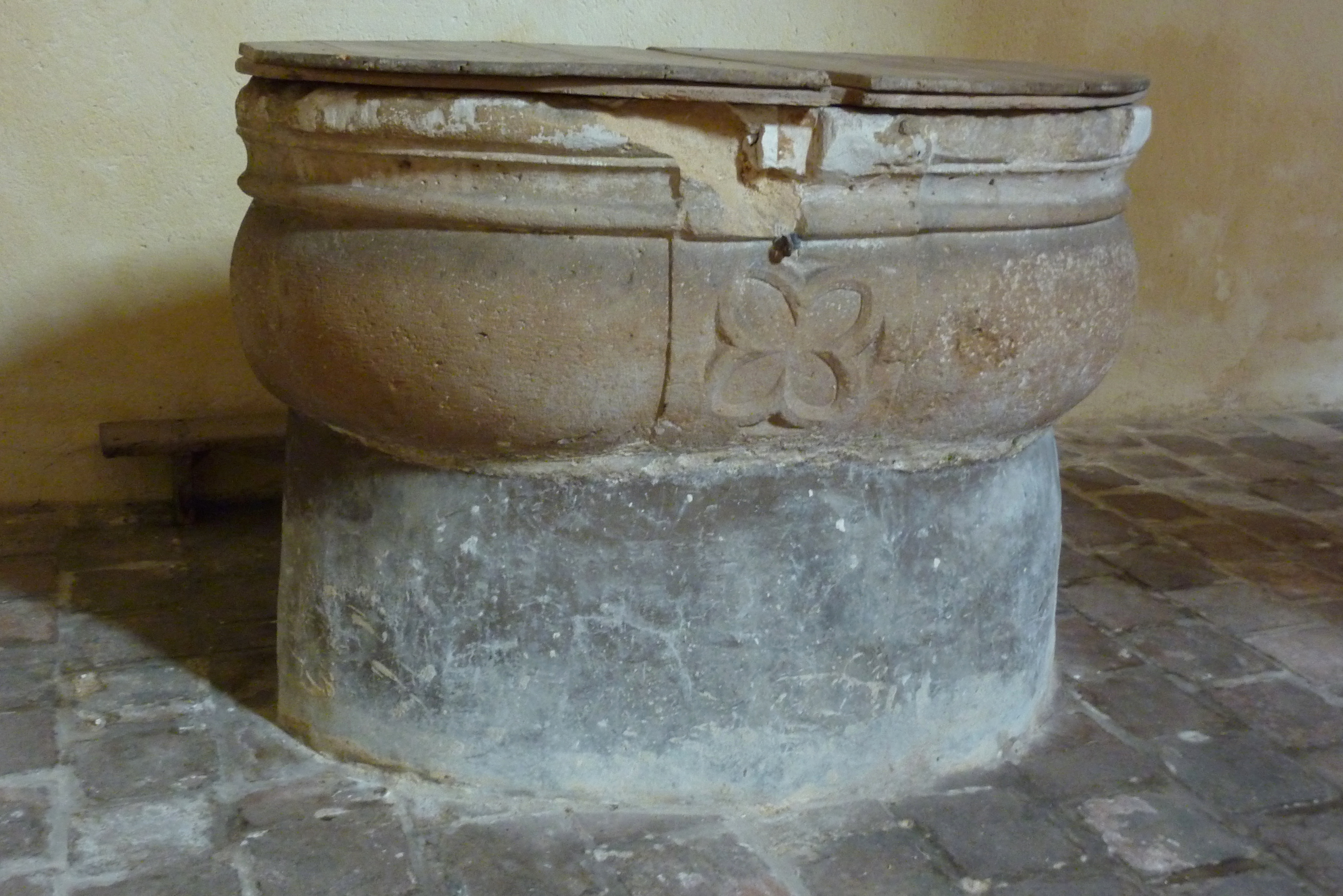
Taufbecken
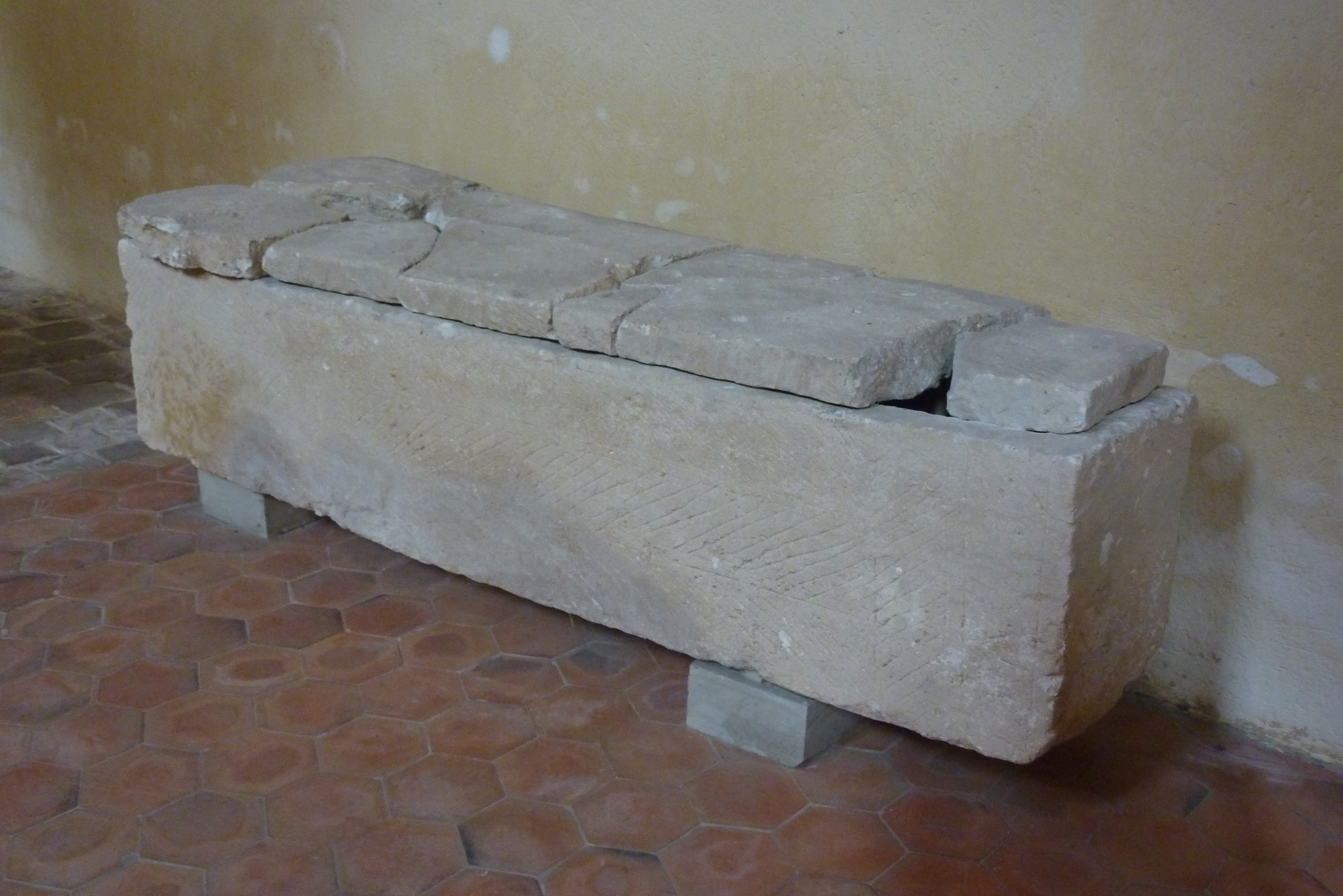
Sarkophag